# 나시모토 모리마사
나시모토노미야 모리마사 왕(일본어: 梨本宮守正王 なしもとのみや もりまさおう[*], 1874년(메이지 7년) 3월 9일 - 1951년(쇼와 26년) 1월 2일)은 일본 제국의 황족, 육군군인이다
대한제국의 마지막 황태자로 이왕가의 영친왕에게 시집간 마사코 여왕의 아버지 즉 영친왕의 장인이자, 아키히토 일본 상황(上皇)의 대숙부이다. 구한국의 황손 이진, 이구의 외조부이다. 일본의 패망 이후 일본 황족 중에서는 유일하게 전범으로 기소, 황적이탈되어 궁가의 칭호를 잃어 나시모토 모리마사(梨本守正)로 불리게 된다.

## 생애

### 유년기
1874년 교토에서 출생하였다. 아버지는 구니노미야 아사히코 친왕, 어머니는 뇨보인 하라다 미쓰코(原田光枝子)이다. 아버지 구니노미야 아사히코 친왕은 닌코 천황의 조카로 그는 메이지 천황의 사촌이었다.
본래 아명은 다다(多田)였으나 1885년 12월 2일 메이지 천황의 명으로 나시모토노미야(梨本宮) 당주 기쿠마로 왕(菊麿王)의 양자가 되면서 이듬해 모리마사(守正)로 개칭하였다. 원래 기쿠마로 왕은 나시모토노미야의 초대 모리오사 친왕(守脩親王) 이후 나시모토노미야 가문의 양자로써 나시모토노미야를 이을 예정이었으나, 본가인 야마시나노미야(山階宮)에 후사가 단절되어 본가를 이어야 한다는 이유로 파양, 다시 야마시나노미야로 환적(還籍)하고 친부 야마시나노미야 아키라 친왕의 뒤를 이어 야마시나노미야의 뒤를 이었다. 때문에 모리마사는 실제로는 나시모토노미야 3대 당주가 되어야 하지만 공식적으로는 2대 당주가 되었다.

### 결혼
1896년(메이지 29년) 일본 육군사관학교를 졸업한 뒤, 일본군 보병 제11연대에 부속되었다. 1903년(메이지 36년)에 프랑스로 유학하였다. 이보다 앞서 1900년(메이지 33년) 옛 사가 번주이자 이탈리아 대사인 나베시마 나오히로 후작의 차녀인 이쓰코와 결혼하였고, 마사코 여왕, 노리코 여왕(規子女王) 두 딸을 두었다. 1904년(메이지 37년) 11월 3일에 대훈위 국화대수장을 수여받았다.

### 군대 경력
러일전쟁에서 나시모토노미야 모리마사 왕은 참모본부(参謀本部)에 근무했다. 이어 제3군에 부속한 무관으로써 출정하였다. 이 공적으로 1906년(메이지 39년) 4월 1일에 공4급 금조훈장(功四級金鵄勲章)을 수여받았다. 러일전쟁의 승리 이후 다시금 프랑스로 유학하였으며, 프랑스 육군대학을 졸업하였다. 제1차 세계대전에서는 제16사단장 등 부대장을 역임하고 육군대장(陸軍大将)으로 승진하였으며 원수(元帥) 칭호를 받았다. 1940년(쇼와 15년) 4월 29일에는 대훈위 국화장경식을 수여받았다. 군사참의관(軍事参議官), 일불협회(日仏協会) 총재, 재향군인회(在郷軍人会) 총재, 대일본무덕회(大日本武徳会) 총재 등을 역임하였으며, 패전 뒤에는 육군 해체 직전인 1945년 11월 30일에 퇴역하였다.

### 이세 신궁의 제주
제2차 세계대전 중이던 1943년(쇼와 18년) 이세 신궁의 제주(祭主)로 취임하였다. 1945년에는 황전강구소(皇典講究所) 제6대(마지막) 총재로 취임하기도 하였다.

### A급 전범 회부
패전 뒤 이세 신궁의 제주였던 덕분에 나시모토노미야 모리마사 왕은 일본 국가신토의 주체적인 두목으로 간주되었고, 황족으로써는 유일하게 A급 전범 용의자로 지정되었으며, 스가모 교도소(巣鴨プリズン)에 구치되었다. 본인 스스로도 자신의 기억이 없다고 자각하고 있었고, 황족으로서는 유일하게 처벌받아 6개월 형을 선고받고 만기 출소로 석방되었으나 그가 돌아왔을 때 나시모토노미야 저택은 떼강도의 습격으로 가재 대부분이 도난당해 있었다(범인은 대부분 체포되었다).
같은 황족 원수라고는 하지만 총수부장을 오랫동안 지냈던 군부의 동향에도 큰 영향을 미쳤던 간인노미야 고토히토 친왕이나 후시미노미야 히로야스 왕에 비하면 군무나 시세에는 거의 관여하지 않았고 "아무도 기억하지 않는 듯한 과거의 인물"(誰も覚えていなかったような過去の人, 하타 아키히코秦郁彦), "어쩌다 실수로 (그런 곳에) 불려갔다고밖에 생각할 수 없다"(間違いで引っ張ったとしか思えない, 한도 가즈토시半藤一利) 등의 평을 받았다. 아사미 마사오(浅見雅男)는 요컨대 전승국에 의한 일본 왕실에 대한 공갈, 이었을 거라고 추측하고 있다.
모리마사 왕과 같은 A급 전범으로 지정되어 법정에 출두한 뒤에 자결했던 고노에 후미마로는 모리마사 왕이 법정에 출두했다는 신문기사를 보고 "전하도 전하시다. 어찌 폐하를 위해, 일본을 위해 어찌 자결해 주지 않으신 것인가?"(宮様も宮様だ。なぜ陛下のために、日本のために何故自決して下さらなかったのか)라고 분하다는 듯이 탄식했다고 한다.
1946년 5월 23일, 귀족원 의원을 사직하였다. 연합국군에 의한 점령 통치하인 1947년 10월에 황적을 이탈하고 같은 달에 공직에서도 추방되었다. 1951년 1월 1일에 자신의 저택에서 숨을 거두었다. 향년 76세. 서거 후인 1952년 3월에 공직 추방이 해제되었다.

## 모리마사 왕 서거 후
모리마사 왕이 서거한 뒤 왕비 이쓰코는 「마지막 귀부인」으로 행동하였고, 노리코 여왕의 아들인 히로하시 다다미쓰, 이어 다카 왕(多嘉王)의 셋째 아들 류타 노리히코(龍田徳彦, 나시모토노미야 노리히코 왕) 부처를 양자로 맞이하였다(노리히코 부부가 양자가 되기 전에 다다미쓰와는 절연하였다). 1976년 8월 19일에 94세로 서거하였다. 만년에 회상록 『3대의 천황과 나』(三代の天皇と私)를 고단샤에서 펴내기도 하였다.
한편 이쓰코 왕비는 지치부노미야의 친왕비 세쓰코의 백모이기도 하다(세쓰코 비의 어머니 마쓰다이라 노부코(松平信子)의 언니).

## 가계
- 양부: 나시모토노미야 기쿠마로 왕(梨本宮菊麿王, 후의 성을 야마시나노미야로 바꿈)
- 친부: 구니노미야 아사히코 친왕(久邇宮 朝彦親王, 1824년 3월 27일 - 1891년 10월 25일)
- 친모: 하라다 미쓰코(原田光枝子)
  - 이복 형: 다카 왕(多嘉王)
  - 이복 동생: 히가시쿠니노미야 나루히코 왕(東久邇宮稔彦王, 1887년 12월 3일 ~ 1990년 1월 20일) - 메이지 천황의 사위, 일본 제국 제43대 내각 총리 대신
  - 제수: 도시코(聡子) - 메이지 천황의 딸
  - 아내: 나시모토 이쓰코(梨本 伊都子, 1882년 - 1976년)
    - 장녀: 마사코 여왕(方子女王)
    - 사위: 영친왕(1897년 10월 20일 ~ 1970년 5월 1일) - 고종의 아들, 대한제국 최후의 황태자
      - 외손: 이진(李晉, 1921년 8월 18일 ~ 1922년 5월 11일)
      - 외손: 이구(李玖, 1931년 12월 29일 ~ 2005년 7월 16일)

    - 차녀: 노리코 여왕(規子女王, 백작 히로하시 다다미쓰広橋真光의 부인)
    - 양자: 노리히코(徳彦, 친부는 다카 왕)
      - 양손: 다카오(隆夫, 옛 성씨는 간바야시神林)